# Max Michel (Schauspieler)
Max Michel (* 17. Februar 1910 in München; † Mai 1988) war ein in Deutschland und der Schweiz wirkender Filmschauspieler, Filmregisseur und Filmeditor. 

## Leben
Michel wirkte als Schauspieler u. a. in Lucrèce Borgia (1935), Les Hommes nouveaux (1936) und L'Accroche-coeur (von Pierre Caron; 1938) mit. 1953 war er für den Schnitt des Heimatfilms Das Dorf unterm Himmel verantwortlich. Zu Michels bekanntesten Rollen gehören Auftritte in Ein Edelweiß vom Königssee (1955), Das Hirtenlied vom Kaisertal (1956) und Die Gejagten (1961). Außerdem spielte er in den Filmen La chanson du souvenir aus dem Jahr 1936 und Passe à vendre aus dem Jahr 1936 mit. In dem Film Das Hirtenlied Vom Kaisertal (1956) führte er Regie.

## Filmografie (Auswahl)
- 1935: Der Außenseiter
- 1939: Der singende Tor (Schnitt)
- 1954: Hochzeitsglocken (Schnitt)
- 1955: Der Schmied von St. Bartholomä (Regie)
- 1955: In Hamburg sind die Nächte lang
- 1961: Die Gejagten (Regie)